# Barrages des éliminatoires du Championnat d'Europe de football 2020
Navigation
Barrages Euro 2024
Les matches de barrages des éliminatoires de l'Euro 2020 doivent désigner les quatre dernières nations 
qui participeront à l'Euro 2020 parmi 16 équipes qui n'ont pu se qualifier directement lors des éliminatoires.

## Format
Avec le nouveau format de barrages, le processus de qualification garantit qu'au moins une équipe de chaque ligue de la Ligue des nations se qualifie pour le tournoi final de l'Euro 2020.
Les 16 équipes sont sélectionnées grâce à leurs performances lors de la Ligue des nations de l'UEFA 2018-2019. Ces équipes sont réparties en 4 voies, chacune consistant en un groupe de 4 équipes. Une équipe par voie se qualifie pour le tournoi final.
En principe chaque ligue dispose de sa propre voie de barrages, à la condition que 4 équipes au minimum ne soient pas déjà qualifiées par la voie normale des éliminatoires. Chaque vainqueur de groupe de Ligue des nations a sa place garantie dans la voie de barrage de la ligue correspondante. Si un vainqueur de groupe est déjà qualifié pour le tournoi final via les éliminatoires, sa place est attribuée au mieux classé de sa ligue qui n'est pas qualifié. De plus, les vainqueurs de groupe ne peuvent pas affronter des équipes provenant d'une ligue supérieure.
Le tirage au sort de l'Euro 2020 a lieu en novembre 2019, avant que les barrages soient joués.

### Sélection des équipes
Se basant sur le classement de la Ligue des Nations, les 16 équipes participantes aux barrages sont sélectionnées selon les conditions suivantes, en allant de la Ligue D à la Ligue A :
- Tous les vainqueurs de groupes seront sélectionnés.
- Si un vainqueur de groupe s'est déjà qualifié via les éliminatoires, il sera remplacé par l'équipe la mieux classée, provenant de la même ligue, qui ne s'est pas encore qualifiée.
- Si moins de quatre équipes d'une ligue ne se sont pas qualifiées, les places restantes seront attribuées grâce au classement général :
  - Si la ligue a un vainqueur de groupe sélectionné pour les barrages, la prochaine équipe dans le classement général provenant d'une ligue inférieure sera sélectionnée.
  - Sinon, la meilleure équipe dans le classement général sera sélectionnée.

Ont ainsi obtenu leur place de barragiste grâce à leur classement dans la Ligue des Nations :
- A) l'Islande, seule équipe de Ligue A qui ne s'est pas qualifiée directement ;
- B) la Bosnie-Herzégovine, qui avait une place garantie en tant que vainqueur de groupe en Ligue B, ainsi que les trois seules autres équipes de Ligue B qui ne se sont pas qualifiées (la Slovaquie, l'Irlande et l'Irlande du Nord) ;
- C) l'Écosse, la Norvège et la Serbie, qui avaient une place garantie en tant que vainqueur de groupe en Ligue C, ainsi que la Bulgarie, Israël, la Hongrie et la Roumanie les autres équipes de Ligue C non-qualifiées les mieux classées de la Ligue des Nations ;
- D) la Géorgie, la Macédoine du Nord, le Kosovo et la Biélorussie qui avaient une place garantie en tant que vainqueur de groupe en Ligue D.

### Formation des voies
Les 16 équipes sélectionnées sont ensuite placées dans les 4 voies. Un tirage au sort décide éventuellement de placer les équipes dans les différentes voies, en respectant les conditions suivantes :
- Les vainqueurs de groupe ne peuvent pas affronter une équipe d'une ligue supérieure.
- Si au moins 4 équipes d'une ligue participent aux barrages, une voie avec 4 équipes de cette ligue doit être formée.
- D'autres conditions peuvent s'appliquer, comme les principes du tirage au sort ou la possibilité pour les pays hôtes d'être placés dans des voies différentes.

Avec ces conditions, la procédure de tirage au sort est la suivante, en commençant par la Ligue D jusqu'à la Ligue A :
- Former une voie avec 4 équipes de la même ligue.
- Si plus de 4 équipes qualifiées dans une ligue donnée, seront tirées au sort les équipes qui participeront aux barrages de cette voie.
- Les équipes restantes sont tirées au sort dans une voie d'une ligue supérieure.
- Si aucune équipe de la Ligue A n'est disponible (si elles se sont toutes qualifiées via les éliminatoires), cette procédure résultera en 4 équipes de ligues inférieures dans la voie de la Ligue A.

### Confrontations et règles
Les barrages auront lieu à l'automne 2020. Chaque voie de Ligue (A, B, C, D) dispose de son groupe de barrages à 4 équipes, au sein duquel les rencontres sont à élimination directe (avec «demi-finales» et «finale») sur un match. En cas d'égalité à la fin du temps réglementaire, 30 minutes de prolongation sont jouées où chaque équipe a le droit de faire un quatrième remplacement de joueur. Si l'égalité persiste, une séance de tirs au but permet de départager les équipes. Basé sur le classement de la Ligue des Nations, l'équipe la mieux classée reçoit l'équipe classée quatrième, et le second reçoit le troisième.
Résultats en éliminatoires des équipes suivant le tableau de la Ligue des nations 2019
- V : Vainqueur de groupe de la Ligue des Nations
- H : Pays hôte de l'Euro 2020
- Sélection qualifiée
- Sélection barragiste
- Sélection éliminée

| Ligue A | Ligue A        |
| Rang    | Nation         |
| ------- | -------------- |
| 1er     | Portugal V     |
| 2e      | Pays-Bas V H   |
| 3e      | Angleterre V H |
| 4e      | Suisse V       |
| 5e      | Belgique       |
| 6e      | France         |
| 7e      | Espagne H      |
| 8e      | Italie H       |
| 9e      | Croatie        |
| 10e     | Pologne        |
| 11e     | Allemagne H    |
| 12e     | Islande        |

| Ligue B | Ligue B                |
| Rang    | Nation                 |
| ------- | ---------------------- |
| 13e     | Bosnie-Herzégovine V   |
| 14e     | Ukraine V              |
| 15e     | Danemark V H           |
| 16e     | Suède V                |
| 17e     | Russie H               |
| 18e     | Autriche               |
| 19e     | Pays de Galles         |
| 20e     | Tchéquie               |
| 21e     | Slovaquie              |
| 22e     | Turquie                |
| 23e     | République d'Irlande H |
| 24e     | Irlande du Nord        |

| Ligue C | Ligue C    |
| Rang    | Nation     |
| ------- | ---------- |
| 25e     | Écosse V H |
| 26e     | Norvège V  |
| 27e     | Serbie V   |
| 28e     | Finlande V |
| 29e     | Bulgarie   |
| 30e     | Israël     |
| 31e     | Hongrie H  |
| 32e     | Roumanie H |
| 33e     | Grèce      |
| 34e     | Albanie    |
| 35e     | Monténégro |
| 36e     | Chypre     |
| 37e     | Estonie    |
| 38e     | Slovénie   |
| 39e     | Lituanie   |

| Ligue D | Ligue D             |
| Rang    | Nation              |
| ------- | ------------------- |
| 40e     | Géorgie V           |
| 41e     | Macédoine du Nord V |
| 42e     | Kosovo V            |
| 43e     | Biélorussie V       |
| 44e     | Luxembourg          |
| 45e     | Arménie             |
| 46e     | Azerbaïdjan H       |
| 47e     | Kazakhstan          |
| 48e     | Moldavie            |
| 49e     | Gibraltar           |
| 50e     | Îles Féroé          |
| 51e     | Lettonie            |
| 52e     | Liechtenstein       |
| 53e     | Andorre             |
| 54e     | Malte               |
| 55e     | Saint-Marin         |

## Tirage au sort
Le tirage au sort des barrages a eu lieu le 22 novembre 2019, afin de placer dans la voie de la Ligue A (dont l'unique représentant est l'Islande) 3 des 4 barragistes non-vainqueurs de groupe de la Ligue C (Bulgarie, Hongrie, Roumanie, Israël).
Les hôtes des « finales » de chaque voie ont également été tirés au sort parmi les deux « demi-finales » :
Les « finales » de groupe se dérouleront ainsi sur le terrain du vainqueur de la rencontre Bulgarie-Hongrie (pour la Ligue A), Bosnie-Herzégovine - Irlande du Nord (pour la Ligue B), Norvège-Serbie (pour la Ligue C) et Géorgie-Biélorussie (pour la Ligue D).
| Ligue A | Ligue A  |
| Rang    | Équipes  |
| ------- | -------- |
| 1       | Islande  |
| 2       | Bulgarie |
| 3       | Hongrie  |
| 4       | Roumanie |

| Ligue B | Ligue B              |
| Rang    | Équipes              |
| ------- | -------------------- |
| 1       | Bosnie-Herzégovine   |
| 2       | Slovaquie            |
| 3       | République d'Irlande |
| 4       | Irlande du Nord      |

| Ligue C | Ligue C |
| Rang    | Équipes |
| ------- | ------- |
| 1       | Écosse  |
| 2       | Norvège |
| 3       | Serbie  |
| 4       | Israël  |

| Ligue D | Ligue D           |
| Rang    | Équipes           |
| ------- | ----------------- |
| 1       | Géorgie           |
| 2       | Macédoine du Nord |
| 3       | Kosovo            |
| 4       | Biélorussie       |

| Ligue A | Ligue A  |
| Rang    | Équipes  |
| ------- | -------- |
| 1       | Islande  |
| 2       | Bulgarie |
| 3       | Hongrie  |
| 4       | Roumanie |

| Ligue B | Ligue B              |
| Rang    | Équipes              |
| ------- | -------------------- |
| 1       | Bosnie-Herzégovine   |
| 2       | Slovaquie            |
| 3       | République d'Irlande |
| 4       | Irlande du Nord      |

| Ligue C | Ligue C |
| Rang    | Équipes |
| ------- | ------- |
| 1       | Écosse  |
| 2       | Norvège |
| 3       | Serbie  |
| 4       | Israël  |

| Ligue D | Ligue D           |
| Rang    | Équipes           |
| ------- | ----------------- |
| 1       | Géorgie           |
| 2       | Macédoine du Nord |
| 3       | Kosovo            |
| 4       | Biélorussie       |

### Groupes
Note : Dans le tableau de chaque groupe (ou voie) ci-dessous, l'équipe jouant à domicile est affichée en premier

#### Voie de la Ligue A
|  | Demi-finales   | Demi-finales   |         |   | Finale           | Finale           |
|  | Demi-finales   | Demi-finales   |         |   | Finale           | Finale           |
|  |                |                |         |   |                  |                  |
|  | 8 octobre 2020 | 8 octobre 2020 |         |   | 12 novembre 2020 | 12 novembre 2020 |
|  | 8 octobre 2020 | 8 octobre 2020 |         |   | 12 novembre 2020 | 12 novembre 2020 |
|  | Bulgarie       | 1              |         |   | 12 novembre 2020 | 12 novembre 2020 |
|  | Bulgarie       | 1              |         |   | 12 novembre 2020 | 12 novembre 2020 |
|  | Hongrie        | 3              |         |   | 12 novembre 2020 | 12 novembre 2020 |
|  | Hongrie        | 3              | Hongrie | 2 |                  |                  |
|  | 8 octobre 2020 |                | Hongrie | 2 |                  |                  |
|  |                | Islande        | 1       |   |                  |                  |
|  | Islande        | Islande        | 1       | 2 |                  |                  |
|  | Islande        |                |         | 2 |                  |                  |
|  | Roumanie       | 1              |         |   |                  |                  |
|  | Roumanie       | 1              |         |   |                  |                  |

##### «Demi-finales»
| 8 octobre 2020 | Islande            | 2 - 1   | Roumanie         | Laugardalsvöllur, Reykjavik                                                      |                                                                                  |
| 20h45          | Sigurðsson 16e 35e | (2 - 0) | 63e (pen.) Maxim | Spectateurs : 60 Arbitrage : Damir Skomina Arbitre vidéo : Juan Martinez Manuera | Spectateurs : 60 Arbitrage : Damir Skomina Arbitre vidéo : Juan Martinez Manuera |
| 20h45          | Rapport            |         |                  | Spectateurs : 60 Arbitrage : Damir Skomina Arbitre vidéo : Juan Martinez Manuera | Spectateurs : 60 Arbitrage : Damir Skomina Arbitre vidéo : Juan Martinez Manuera |

| 8 octobre 2020 | Bulgarie  | 1 - 3   | Hongrie                              | Stade national Vassil-Levski, Sofia                                        |                                                                            |
| 20h45          | Yomov 89e | (0 - 1) | 17e Orban · 47e Kalmár · 75e Nikolić | Spectateurs : 1 929 Arbitrage : Szymon Marciniak Arbitre vidéo : Paweł Gil | Spectateurs : 1 929 Arbitrage : Szymon Marciniak Arbitre vidéo : Paweł Gil |
| 20h45          | Rapport   |         |                                      | Spectateurs : 1 929 Arbitrage : Szymon Marciniak Arbitre vidéo : Paweł Gil | Spectateurs : 1 929 Arbitrage : Szymon Marciniak Arbitre vidéo : Paweł Gil |

##### «Finale»
| 12 novembre 2020 | Hongrie                     | 2 - 1   | Islande        | Stade Ferenc-Puskás, Budapest                                            |                                                                          |
| 20h45            | Nego 88e · Szoboszlai 90+2e | (0 - 1) | 11e Sigurðsson | Spectateurs : 0 Arbitrage : Björn Kuipers Arbitre vidéo : Pol van Boekel | Spectateurs : 0 Arbitrage : Björn Kuipers Arbitre vidéo : Pol van Boekel |
| 20h45            | Rapport                     |         |                | Spectateurs : 0 Arbitrage : Björn Kuipers Arbitre vidéo : Pol van Boekel | Spectateurs : 0 Arbitrage : Björn Kuipers Arbitre vidéo : Pol van Boekel |

#### Voie de la Ligue B
|  | Demi-finales         | Demi-finales   |                 |         | Finale           | Finale           |
|  | Demi-finales         | Demi-finales   |                 |         | Finale           | Finale           |
|  |                      |                |                 |         |                  |                  |
|  | 8 octobre 2020       | 8 octobre 2020 |                 |         | 12 novembre 2020 | 12 novembre 2020 |
|  | 8 octobre 2020       | 8 octobre 2020 |                 |         | 12 novembre 2020 | 12 novembre 2020 |
|  | Bosnie-Herzégovine   | 1ap (3)        |                 |         | 12 novembre 2020 | 12 novembre 2020 |
|  | Bosnie-Herzégovine   | 1ap (3)        |                 |         | 12 novembre 2020 | 12 novembre 2020 |
|  | Irlande du Nord      | 1 tab(4)       |                 |         | 12 novembre 2020 | 12 novembre 2020 |
|  | Irlande du Nord      | 1 tab(4)       | Irlande du Nord | 1       |                  |                  |
|  | 8 octobre 2020       |                | Irlande du Nord | 1       |                  |                  |
|  |                      | Slovaquie      | 2 ap            |         |                  |                  |
|  | Slovaquie            | Slovaquie      | 2 ap            | 0ap (4) |                  |                  |
|  | Slovaquie            |                |                 | 0ap (4) |                  |                  |
|  | République d'Irlande | 0 tab(2)       |                 |         |                  |                  |
|  | République d'Irlande | 0 tab(2)       |                 |         |                  |                  |

##### «Demi-finales»
| 8 octobre 2020 | Slovaquie                              | 0 - 0 a. p.       | République d'Irlande                 | Tehelné pole, Bratislava                                                     |                                                                              |
| 20h45          |                                        |                   |                                      | Spectateurs : 0 Arbitrage : Clément Turpin Arbitre vidéo : François Letexier | Spectateurs : 0 Arbitrage : Clément Turpin Arbitre vidéo : François Letexier |
| 20h45          | rapport                                |                   |                                      | Spectateurs : 0 Arbitrage : Clément Turpin Arbitre vidéo : François Letexier | Spectateurs : 0 Arbitrage : Clément Turpin Arbitre vidéo : François Letexier |
| 20h45          | Hamšík · Hrošovský · Haraslín · Greguš | Tirs au but 4 - 2 | Hourihane · Brady · Browne · Doherty | Spectateurs : 0 Arbitrage : Clément Turpin Arbitre vidéo : François Letexier | Spectateurs : 0 Arbitrage : Clément Turpin Arbitre vidéo : François Letexier |

| 8 octobre 2020 | Bosnie-Herzégovine                            | 1 - 1 a. p.       | Irlande du Nord                                  | Stade Bilino-Polje, Zenica                                                                        |                                                                                                   |
| 20h45          | Krunić 14e                                    | (1 - 0)           | 53e McGinn                                       | Spectateurs : 1 800 Arbitrage : Antonio Mateu Lahoz Arbitre vidéo : Alejandro Hernández Hernández | Spectateurs : 1 800 Arbitrage : Antonio Mateu Lahoz Arbitre vidéo : Alejandro Hernández Hernández |
| 20h45          | rapport                                       |                   |                                                  | Spectateurs : 1 800 Arbitrage : Antonio Mateu Lahoz Arbitre vidéo : Alejandro Hernández Hernández | Spectateurs : 1 800 Arbitrage : Antonio Mateu Lahoz Arbitre vidéo : Alejandro Hernández Hernández |
| 20h45          | Pjanić · Hajradinović · Višća · Hotić · Džeko | Tirs au but 3 - 4 | Dallas · Lafferty · Saville · Washington · Boyce | Spectateurs : 1 800 Arbitrage : Antonio Mateu Lahoz Arbitre vidéo : Alejandro Hernández Hernández | Spectateurs : 1 800 Arbitrage : Antonio Mateu Lahoz Arbitre vidéo : Alejandro Hernández Hernández |

##### «Finale»
| 12 novembre 2020 | Irlande du Nord    | 1 - 2 ap | Slovaquie              | Windsor Park, Belfast                                                       |                                                                             |
| 20h45            | Škriniar 87e (csc) | (0 - 1)  | 17e Kucka · 110e Ďuriš | Spectateurs : 1 000 Arbitrage : Felix Brych Arbitre vidéo : Bastian Dankert | Spectateurs : 1 000 Arbitrage : Felix Brych Arbitre vidéo : Bastian Dankert |
| 20h45            | Rapport            |          |                        | Spectateurs : 1 000 Arbitrage : Felix Brych Arbitre vidéo : Bastian Dankert | Spectateurs : 1 000 Arbitrage : Felix Brych Arbitre vidéo : Bastian Dankert |

#### Voie de la Ligue C
|  | Demi-finales   | Demi-finales   |          |         | Finale           | Finale           |
|  | Demi-finales   | Demi-finales   |          |         | Finale           | Finale           |
|  |                |                |          |         |                  |                  |
|  | 8 octobre 2020 | 8 octobre 2020 |          |         | 12 novembre 2020 | 12 novembre 2020 |
|  | 8 octobre 2020 | 8 octobre 2020 |          |         | 12 novembre 2020 | 12 novembre 2020 |
|  | Norvège        | 1              |          |         | 12 novembre 2020 | 12 novembre 2020 |
|  | Norvège        | 1              |          |         | 12 novembre 2020 | 12 novembre 2020 |
|  | Serbie         | 2 ap           |          |         | 12 novembre 2020 | 12 novembre 2020 |
|  | Serbie         | 2 ap           | Serbie   | 1ap (4) |                  |                  |
|  | 8 octobre 2020 |                | Serbie   | 1ap (4) |                  |                  |
|  |                | Écosse         | 1 tab(5) |         |                  |                  |
|  | Écosse         | Écosse         | 1 tab(5) | 0ap (5) |                  |                  |
|  | Écosse         |                |          | 0ap (5) |                  |                  |
|  | Israël         | 0 tab(3)       |          |         |                  |                  |
|  | Israël         | 0 tab(3)       |          |         |                  |                  |

##### «Demi-finales»
| 8 octobre 2020 | Écosse                                             | 0 - 0 a. p.       | Israël                                | Hampden Park, Glasgow                                                  |                                                                        |
| 20h45          |                                                    |                   |                                       | Spectateurs : 0 Arbitrage : Ovidiu Hațegan Arbitre vidéo : Marco Guida | Spectateurs : 0 Arbitrage : Ovidiu Hațegan Arbitre vidéo : Marco Guida |
| 20h45          | rapport                                            |                   |                                       | Spectateurs : 0 Arbitrage : Ovidiu Hațegan Arbitre vidéo : Marco Guida | Spectateurs : 0 Arbitrage : Ovidiu Hațegan Arbitre vidéo : Marco Guida |
| 20h45          | McGinn · McGregor · McTominay · Shankland · McLean | Tirs au but 5 - 3 | Zahavi · Bitton · Weissman · Abu Fani | Spectateurs : 0 Arbitrage : Ovidiu Hațegan Arbitre vidéo : Marco Guida | Spectateurs : 0 Arbitrage : Ovidiu Hațegan Arbitre vidéo : Marco Guida |

| 8 octobre 2020 | Norvège     | 1 - 2 ap | Serbie                    | Ullevaal Stadion, Oslo                                                           |                                                                                  |
| 20h45          | Normann 89e | (0 - 0)  | 82e 103e Milinković-Savić | Spectateurs : 200 Arbitrage : Daniele Orsato Arbitre vidéo : Massimiliano Irrati | Spectateurs : 200 Arbitrage : Daniele Orsato Arbitre vidéo : Massimiliano Irrati |
| 20h45          | Rapport     |          |                           | Spectateurs : 200 Arbitrage : Daniele Orsato Arbitre vidéo : Massimiliano Irrati | Spectateurs : 200 Arbitrage : Daniele Orsato Arbitre vidéo : Massimiliano Irrati |

##### «Finale»
| 12 novembre 2020 | Serbie                                    | 1 - 1 a. p.       | Écosse                                               | Stade de l'Étoile rouge, Belgrade                                                             |                                                                                               |
| 20h45            | Jović 90e                                 | (0 - 0)           | 52e Christie                                         | Spectateurs : 0 Arbitrage : Antonio Mateu Lahoz Arbitre vidéo : Alejandro Hernández Hernández | Spectateurs : 0 Arbitrage : Antonio Mateu Lahoz Arbitre vidéo : Alejandro Hernández Hernández |
| 20h45            | Rapport                                   |                   |                                                      | Spectateurs : 0 Arbitrage : Antonio Mateu Lahoz Arbitre vidéo : Alejandro Hernández Hernández | Spectateurs : 0 Arbitrage : Antonio Mateu Lahoz Arbitre vidéo : Alejandro Hernández Hernández |
| 20h45            | Tadić · Jović · Gudelj · Katai · Mitrović | Tirs au but 4 - 5 | Griffiths · McGregor · McTominay · McBurnie · McLean | Spectateurs : 0 Arbitrage : Antonio Mateu Lahoz Arbitre vidéo : Alejandro Hernández Hernández | Spectateurs : 0 Arbitrage : Antonio Mateu Lahoz Arbitre vidéo : Alejandro Hernández Hernández |

#### Voie de la Ligue D
|  | Demi-finales      | Demi-finales      |         |   | Finale           | Finale           |
|  | Demi-finales      | Demi-finales      |         |   | Finale           | Finale           |
|  |                   |                   |         |   |                  |                  |
|  | 8 octobre 2020    | 8 octobre 2020    |         |   | 12 novembre 2020 | 12 novembre 2020 |
|  | 8 octobre 2020    | 8 octobre 2020    |         |   | 12 novembre 2020 | 12 novembre 2020 |
|  | Géorgie           | 1                 |         |   | 12 novembre 2020 | 12 novembre 2020 |
|  | Géorgie           | 1                 |         |   | 12 novembre 2020 | 12 novembre 2020 |
|  | Biélorussie       | 0                 |         |   | 12 novembre 2020 | 12 novembre 2020 |
|  | Biélorussie       | 0                 | Géorgie | 0 |                  |                  |
|  | 8 octobre 2020    |                   | Géorgie | 0 |                  |                  |
|  |                   | Macédoine du Nord | 1       |   |                  |                  |
|  | Macédoine du Nord | Macédoine du Nord | 1       | 2 |                  |                  |
|  | Macédoine du Nord |                   |         | 2 |                  |                  |
|  | Kosovo            | 1                 |         |   |                  |                  |
|  | Kosovo            | 1                 |         |   |                  |                  |

##### «Demi-finales»
| 8 octobre 2020 | Géorgie               | 1 - 0   | Biélorussie | Stade Boris-Paichadze, Tbilissi                                             |                                                                             |
| 18h00          | Okriashvili 7e (pen.) | (1 - 0) |             | Spectateurs : 0 Arbitrage : Cüneyt Çakır Arbitre vidéo : Abdulkadir Bitigen | Spectateurs : 0 Arbitrage : Cüneyt Çakır Arbitre vidéo : Abdulkadir Bitigen |
| 18h00          | Rapport               |         |             | Spectateurs : 0 Arbitrage : Cüneyt Çakır Arbitre vidéo : Abdulkadir Bitigen | Spectateurs : 0 Arbitrage : Cüneyt Çakır Arbitre vidéo : Abdulkadir Bitigen |

| 8 octobre 2020 | Macédoine du Nord                 | 2 - 1   | Kosovo          | Toše Proeski Arena, Skopje                                                 |                                                                            |
| 20h45          | Kololli 16e (csc) · Velkovski 33e | (2 - 1) | 29e Hadergjonaj | Spectateurs : 0 Arbitrage : Danny Makkelie Arbitre vidéo : Jochem Kamphuis | Spectateurs : 0 Arbitrage : Danny Makkelie Arbitre vidéo : Jochem Kamphuis |
| 20h45          | Rapport                           |         |                 | Spectateurs : 0 Arbitrage : Danny Makkelie Arbitre vidéo : Jochem Kamphuis | Spectateurs : 0 Arbitrage : Danny Makkelie Arbitre vidéo : Jochem Kamphuis |

##### «Finale»
| 12 novembre 2020 | Géorgie | 0 - 1   | Macédoine du Nord | Stade Boris-Paichadze, Tbilissi                                           |                                                                           |
| 18h00            |         | (0 - 0) | 56e Pandev        | Spectateurs : 0 Arbitrage : Anthony Taylor Arbitre vidéo : Stuart Attwell | Spectateurs : 0 Arbitrage : Anthony Taylor Arbitre vidéo : Stuart Attwell |
| 18h00            | Rapport |         |                   | Spectateurs : 0 Arbitrage : Anthony Taylor Arbitre vidéo : Stuart Attwell | Spectateurs : 0 Arbitrage : Anthony Taylor Arbitre vidéo : Stuart Attwell |